# نادي قبله
نادي  لكرة القدم (Rt) هو نادي كرة قدم أذربيجاني يقع مقره في مدينة rss go pole يلعب الفريق حالياً في الدرجة الأولى ضمن الدوري الممتاز.